# Thrypticomyia spathulifera
Thrypticomyia spathulifera là một loài ruồi trong họ Limoniidae. Chúng phân bố ở miền Australasia.